# True Detective – A törvény nevében
A True Detective – A törvény nevében (eredeti cím: True Detective) amerikai bűnügyi dráma műfajú antológiasorozat, melyet Nic Pizzolatto alkotott meg a HBO számára. A sorozatból négy évad készült, mindegyik különálló történetet mesél el, új szereplőgárdával.

## Áttekintés
Az első évad 2014. január 12-én debütált, Matthew McConaughey, Woody Harrelson, Michelle Monaghan, Michael Potts és Tory Kittles főszereplésével. A Louisianában játszódó történet egy helyi nyomozópáros életét és egy okkult sorozatgyilkos utáni, 17 évet felölelő nyomozásukat mutatta be. Az évad hatalmas kritikai sikert aratott és több fontos díjat elnyert. A kritikák dicsérték a színészi játékot, az operatőri munkát, a forgatókönyvet és a rendezést.
A második évadot 2015. június 21-én tűzték műsorra, Colin Farrell, Rachel McAdams, Taylor Kitsch, Kelly Reilly és Vince Vaughn színészekkel a főszerepben. A helyszín Kalifornia lett, a történet középpontjában három rivális nyomozó és egy bűnözővé vált üzletember, valamint egy korrupt politikus megöléséhez kapcsolódó bűncselekménysorozat áll. A kritikák megosztottak voltak, de a nézettségi adatok továbbra is a közönség érdeklődését mutatták.
A harmadik évad 2019. január 13-ától került adásba, Mahershala Ali, Carmen Ejogo, Stephen Dorff, Scoot McNairy és Ray Fisher főszereplésével. A helyszín Ozarks, a cselekmény az arkansasi rendőrség nyomozásának három évét mutatja be, melynek során egy hátborzongató bűneset és két eltűnt gyerek ügyében nyomoznak. Az évad kedvező kritikákat kapott, de a nézettség visszaesett.
A negyedik, True Detective: Night Country címet viselő évad 2024, január 24-én mutatkozott be, Jodie Fosterrel és Kali Reisszel a főszerepben. Alaszkában játszódik, és egy kutatóállomás nyolc eltűnt tagja utáni nyomozásról szól. Az évad írója és rendezője Issa López lett, a sorozat eredeti alkotója, Pizzolatto már nem vett részt az elkészítésében.
Egy ötödik évad is előkészületben van, szintén López showrunneri közreműködésével.

## Epizódok
| Évad | Évad | Részek száma | Részek száma | Eredeti sugárzás | Eredeti sugárzás   | Eredeti adó      | Magyar sugárzás     | Magyar sugárzás   | Magyar adó |
| Évad | Évad | Részek száma | Részek száma | Évadbemutató     | Évadzáró           | Eredeti adó      | Évadbemutató        | Évadzáró          | Magyar adó |
| ---- | ---- | ------------ | ------------ | ---------------- | ------------------ | ---------------- | ------------------- | ----------------- | ---------- |
|      | 1.   | 8            | 8            | 2014. január 12. | 2014. március 9.   |                  | 2014. január 13.    | 2014. március 10. |            |
|      | 2.   | 8            | 8            | 2015. június 21. | 2015. augusztus 9. | 2015. június 22. | 2015. augusztus 10. |                   |            |
|      | 3.   | 8            | 8            | 2019. január 13. | 2019. február 24.  | 2019. január 14. | 2019. február 25.   |                   |            |
|      | 4.   | 6            | 6            | 2024. január 14. | 2024. február 18.  | 2024. január 15. | 2024. február 19.   |                   |            |

## Fordítás
- Ez a szócikk részben vagy egészben  a   True Detective című angol Wikipédia-szócikk ezen változatának fordításán alapul.  Az eredeti cikk szerkesztőit annak laptörténete sorolja fel. Ez a jelzés csupán a megfogalmazás eredetét és a szerzői jogokat jelzi, nem szolgál a cikkben szereplő információk forrásmegjelöléseként.